# Kanton Ormesson-sur-Marne
Der Kanton Ormesson-sur-Marne war von 1984 bis 2015 ein französischer Wahlkreis im Arrondissement Nogent-sur-Marne, im Département Val-de-Marne und in der Region Île-de-France; sein Hauptort war Ormesson-sur-Marne. Er war 17,06 km² groß und hatte (1999) 24.616 Einwohner, was einer Bevölkerungsdichte von 1440 Einwohnern pro km² entsprach. 

## Gemeinden
Der Kanton bestand aus drei Gemeinden:
| Gemeinde           | Einwohner Jahr | Fläche km² | Bevölkerungsdichte | Code INSEE | Postleitzahl |
| ------------------ | -------------- | ---------- | ------------------ | ---------- | ------------ |
| Noiseau            | 4.699 (2013)   | 4,49       | 1047 Einw./km²     | 94053      | 94370        |
| Ormesson-sur-Marne | 10.016 (2013)  | 3,41       | 2937 Einw./km²     | 94055      | 94490        |
| La Queue-en-Brie   | 12.008 (2013)  | 9,16       | 1311 Einw./km²     | 94060      | 94510        |

## Bevölkerungsentwicklung
| 1962  | 1968   | 1975   | 1982   | 1990   | 1999   | 2010   |
| ----- | ------ | ------ | ------ | ------ | ------ | ------ |
| 8.794 | 12.461 | 17.647 | 21.063 | 22.766 | 24.616 | 25.954 |